# Manuel Madureira Dias
Manuel Madureira Dias (Cinfães, Cinfães, 7 de janeiro de 1936) é um bispo católico português, atualmente bispo emérito do Algarve em Faro.

## Biografia
Fez a escola primária na terra de origem e completou os estudos humanísticos e filosófico-teológicos nos Seminários da Arquidiocese de Évora.
Licenciou-se em Teologia, na Universidade Gregoriana de Roma; e em Filosofia, na Faculdade de Ciências da Universidade de Coimbra.
Foi ordenado presbítero a 25 de junho de 1961.
Na diocese, para que fora ordenado, exerceu os cargos de Prefeito e Vice-Reitor do Seminário Maior, durante seis anos; foi Pároco, em Elvas, durante oito anos. Leccionou Teologia no Seminário Maior de Évora, e, mais tarde, no Instituto Superior de Teologia na mesma cidade.
A 21 de abril de 1988 foi nomeado bispo de Faro pelo Papa João Paulo II. A ordenação episcopal decorreu a 19 de junho desse ano, na Sé Catedral de Évora. Foi presidida pelo arcebispo Maurílio Jorge Quintal de Gouveia e teve como co-ordenantes os bispos Ernesto Gonçalves da Costa O.F.M. e Manuel Franco da Costa de Oliveira Falcão. A tomada de posse ocorreu a 10 de julho de 1988 e renunciou ao governo da diocese a 22 de abril de 2004.

## Obras e artigos publicados
Segue-se uma lista de livros, estudos e artigos da autoria de D. Manuel Madureira Dias sobre temas das áreas de Teologia e Pastoral, publicados em edições e revistas da especialidade: 
- Dias, Manuel Madureira (2013). Igreja, que dizes de ti mesma? Lisboa: Paulinas 240 páginas. ISBN 978-989-6733-13-1.Consultado a 29 de Outubro de 2020
- Dias, Manuel Madureira (2017). Maravilhas de Deus.  Fátima: Secretariado Nacional da Liturgia.512 páginas. ISBN 978-989-8293-99-2. Consultado a 29 de Outubro de 2020
- Dias, Manuel Madureira (2020). À luz do Apocalipse. Fátima: Secretariado Nacional da Liturgia.240 páginas.ISBN 978-989-8877-69-7. Consultado a 29 de Outubro de 2020